# Håkan Bråkan (TV-serie)
Håkan Bråkan var julkalendern 2003 i Sveriges Television med Håkan Bråkan som huvudperson.
Papperskalendern som hörde till TV-serien visar familjen Anderssons hus, och figurer från kalendern medverkar på teckningen. I bakgrunden syns den vårdinrättning där Karin bor i delar av serien.

## Handling
Handlingen utgår från Familjen Anderssons sjuka jul. Huvudpersonen Håkan (spelad av Axel Skogberg) är en snäll och omtänksam liten 7-årig kille. Han är livfull och hittar ofta på bus som kan sätta honom och andra i knipa, men detta är oftast inte med avsikt.
När Håkans mamma Karin, som vanligtvis fixar det mesta i familjen, i början av december blir så stressad att hon går in i väggen och är tvungen att läggas in på psyksjukhus blir det kris, för snart är det jul. Vem ska julstäda, julfixa och skaffa julklappar? Och framför allt, varifrån ska pengarna komma?
Håkans minst lika tokiga pappa Rudolf har inte brist på idéer, även om det inte alltid går som han har tänkt sig. Han gör allt för att rädda julen och för att skaffa julklappar, men julen närmar sig med stormsteg och mamma får fortfarande inte komma hem. Då smids planer för att hämta mamma från psykhemmet, och även den ensamma läkaren som tar hand om henne och vill ha henne kvar över helgerna så att han slipper fira ensam.
Vid sidan av sin tokiga pappa och sina syskon Anna och Sune har Håkan sin egen lilla drömvärld. I fantasin träffar han sin mamma varenda kväll. Men inte bara det – i Håkans fantasi sker minst lika mycket som i verkligheten.

### Miljö
Mobiltelefoner används inte, däremot har TV-apparaterna fjärrkontroller. Klassrummet påminner utseendemässigt om äldre tiders skolor.

## Roller
- Axel Skogberg – Håkan
- Per Svensson – Rudolf
- Tintin Anderzon – Karin
- Leo Holm – Sune
- Matilda Ragnerstam – Anna
- Johan Rheborg – Ragnar
- Sten Elfström – Dr. Malte
- Sissela Kyle – Fröken Malin
- Henrik Hjelt – Larsa
- Pernilla August – Världsrymdens ledare
- Maria Bonnevie – Veronica
- Lakke Magnusson – Kurt
- Allan Svensson – Tomte
- Jerry Williams – sig själv
- Amanda Ooms

## Papperskalender

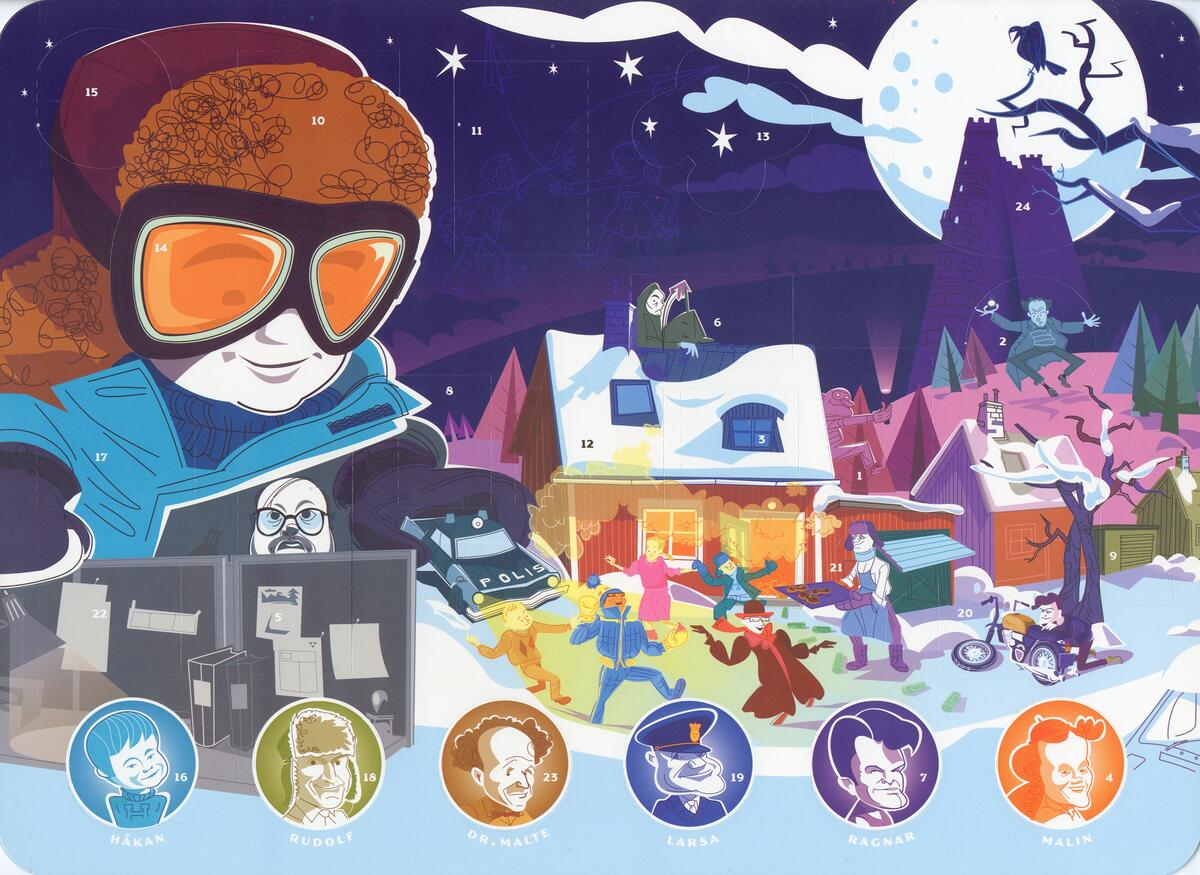
Papperskalendern

Årets papperskalender ritades av Pontus Wahlström och föreställer Håkans gata med flera figurer.

## Inspelning
I början av februari 1999 meddelades att Håkan Bråkan skulle få egen TV-serie. vilket kom att bli SVT:s julkalender 2003. Inspelningen började den 27 januari 2003.

## Mottagande
Mycket kritik riktades mot serien då den pågick, och många tittare valde att anmäla serien till Granskningsnämnden för radio och TV.
- Serien kritiserades för sexism, bland annat eftersom Håkan tar lärarinnan på brösten (och det gör även Rudolf utanför bild), och stark frånvaro av flick-karaktärer och deras roller samt traditionellt typiska pojklekar.[8]
- Familjen Anderssons granne Ragnar konsumerar alkohol då och då under seriens gång, vilket gav upphov till kritik.[9]
- Folk skrev insändare till olika tidningar och påpekade att serien saknar vuxna förebilder.[10]
- I ett avsnitt påstod Rudolf att det är bra att vara feminist, vilket inte blev särskilt populärt bland TV-tittarna.[11]
- Serien har även kritiserats för att vara för inriktad mot vänsterpolitik[12] och man oroade sig för att socialism som inslag i barnprogram skulle bli på modet igen.
- En anmälning för sakfel gjordes då Rudolf i ett avsnitt påstod förklarat för Håkan att julen firas till minne av Jesu födelse, medan det enligt anmälaren skall ha funnits bevis för att detta inträffade vid en annan tidpunkt under året.[13]
- Serien kritiserades även för att skrämma yngre barn, samt sakna julstämning.[14]

## Utgivning
Julkalendern utgavs 2004 på DVD och VHS och släpptes 2011 även i den så kallade "Håkan Bråkan-boxen", bestående av TV-serien samt filmen Håkan Bråkan & Josef.

## Datorspel
I samband med julkalendern utkom också ett datorspel med samma namn som bygger på serien utvecklat av Pan vision.